# Metträsket (Älvsby socken, Norrbotten, 728619-172748)
Metträsket är en sjö i Älvsbyns kommun i Norrbotten och ingår i Piteälvens huvudavrinningsområde. Sjön har en area på 0,47 kvadratkilometer och ligger 152 meter över havet.

## Delavrinningsområde
Metträsket ingår i det delavrinningsområde (728655-172745) som SMHI kallar för Mynnar i Stavsträsket. Medelhöjden är 165 meter över havet och ytan är 2,69 kvadratkilometer. Det finns inga avrinningsområden uppströms utan avrinningsområdet är högsta punkten. Vattendraget som avvattnar avrinningsområdet har biflödesordning 3, vilket innebär att vattnet flödar genom totalt 3 vattendrag innan det når havet efter 55 kilometer. Avrinningsområdet består mestadels av skog (76 procent). Avrinningsområdet har 0,47 kvadratkilometer vattenytor vilket ger det en sjöprocent på 17,4 procent.